# Marcella Mariani
Marcella Mariani (Roma, Lacio, Italia; 8 de febrero de 1936-Provincia de Rieti, Lacio, Italia; 13 de febrero de 1955) fue una actriz italiana. Ganó la 8.ª edición del concurso Miss Italia, siendo coronada Miss Italia 1953.

## Biografía
Marcella Mariani nació el 8 de febrero de 1936 en Roma, Lacio, Italia.
En 1953, a la edad de 17 años, fue coronada Miss Italia en Cortina d'Ampezzo. Después de ganar el concurso, comenzó su carrera como actriz, apareciendo en películas como Senso, Donne e soldati e Il cantante misterioso.
Mariani falleció el 13 de febrero de 1955, a la edad de 19 años, a consecuencia de un accidente de aviación en la montaña Terminillo, en la provincia de Rieti. El avión DC-6 se estrelló en su trayecto de Bruselas a Roma debido a errores de la tripulación en condiciones climáticas adversas.

## Filmografía
| Año  | Título                     | Rol        | Notas         |
| ---- | -------------------------- | ---------- | ------------- |
| 1953 | Canzoni, canzoni, canzoni  |            |               |
| 1953 | Siamo donne                | Marcella   | Sin acreditar |
| 1953 | Villa Borghese             | Marcella   |               |
| 1954 | Senso                      | Clara      |               |
| 1954 | Donne e soldati            | Margherita |               |
| 1954 | Se vincessi cento milioni  |            | Sin acreditar |
| 1955 | Il cantante misterioso     | Marina     |               |
| 1955 | Le ragazze di San Frediano | Gina       |               |
| 1956 | Mai ti scorderò            | Camilla    |               |